# Prachatice
Prachatice (německy Prachatitz) jsou město v okrese Prachatice v Jihočeském kraji, 35 km západně od Českých Budějovic na Živném potoce, na průsečíku 49. rovnoběžky a 14. poledníku. Žije zde přibližně 11 tisíc obyvatel. Historické jádro města je od roku 1981 městskou památkovou rezervací.

## Název
Jméno města (původní osady) je odvozeno z osobního jména šlechtice známého jako Prachata a bylo používáno ve významu „ves lidí Prachatových“. Druhé vysvětlení vzniku jména Prachatic je podle prahu osídleného území (dříve byl dál za Prachaticemi jen prales).

## Historie

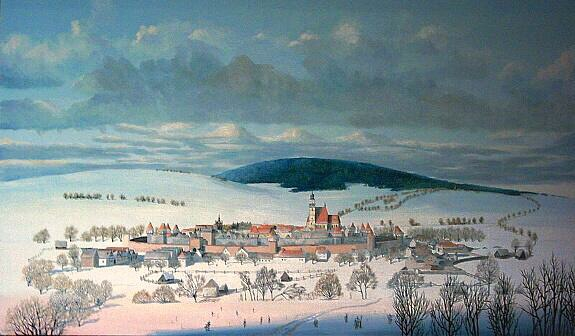
Předpokládaná podoba Prachatic v 16. století. Pohled od jihu, olej na plátně 143×85 cm, L. Herc.

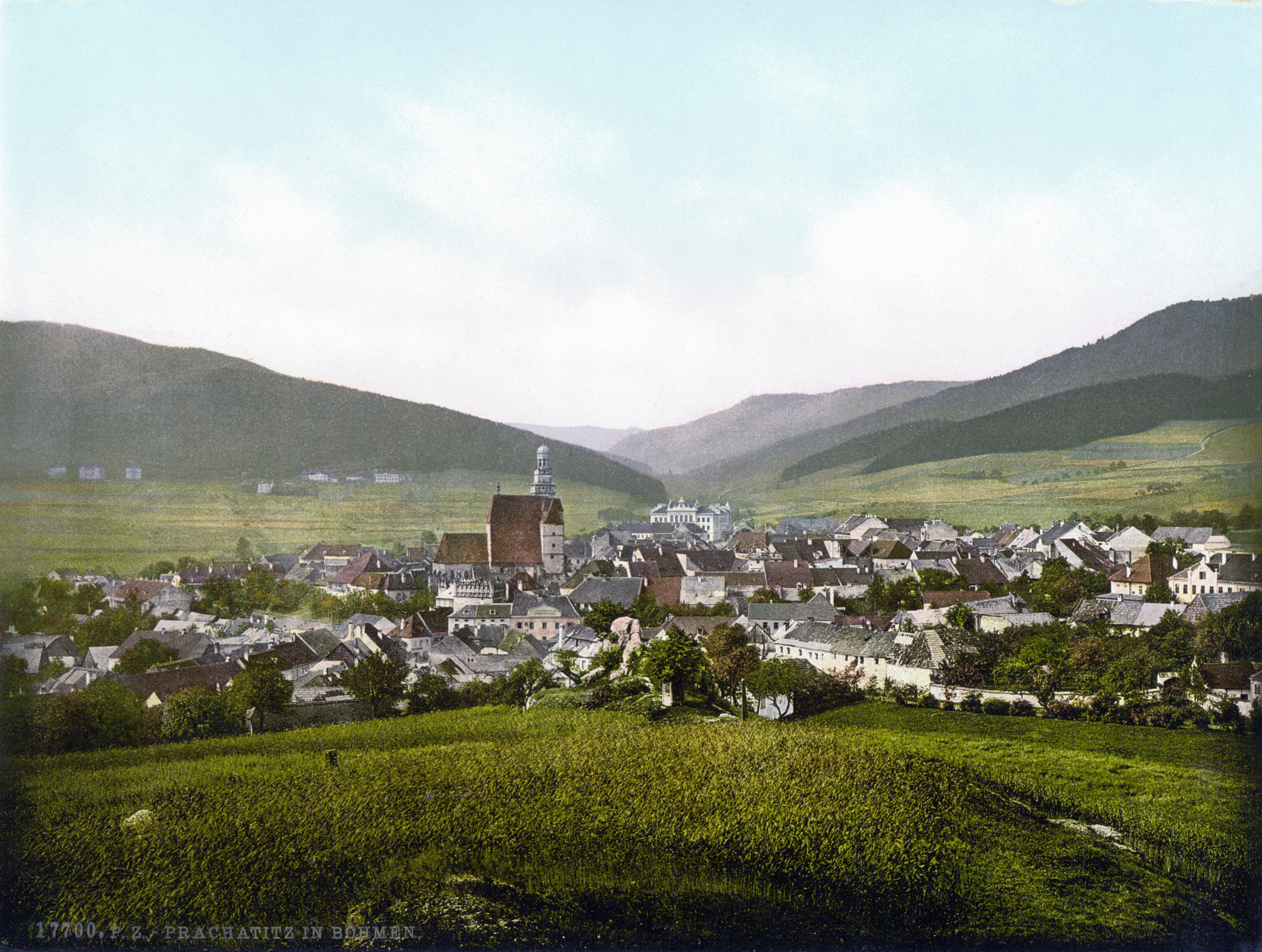
Prachatice kolem roku 1900

Ve spojení „Prahaticih via“ bylo jméno osady poprvé uvedeno ve sporné listině krále Vratislava II. z roku 1088.
Prachatice vznikly jako trhová osada v 11. století. Značný rozkvět města přišel po roce 1381, kdy král Václav IV. přiznal Prachaticím právo skladování a prodeje soli dovážené z Pasova po tzv. Zlaté stezce. Koncem 15. století to bylo vzkvétající město. Největší rozmach nastal v průběhu 16. století, kdy vznikla stará radnice a bylo dokončeno městské opevnění. V letech 1505-1513 byl přestavěn původní raně gotický kostel sv. Jakuba ze 14. století v pozdně gotickém stylu. Koncem 16. století měl v Prachaticích své alchymistické dílny Vilém z Rožmberka, k jehož rozsáhlé doméně město patřilo. Ve městě tehdy vznikla řada výstavných renesančních domů na hlavním Velkém náměstí.
Dobytí Prachatic husity
Během husitských válek v 15. století byly Prachatice v roce 1420 dvakrát husity obléhány a podmaněny.
Prachatice se tak staly součástí pásu táboritských měst (Vodňany, Klatovy, Sušice, Písek) na jihozápadu Čech, v prostoru mezi katolickými Budějovicemi a Plzní
Třicetiletá válka a ztráta privilegií přinesly úpadek města a donutily obyvatelstvo přeorientovat se na jiné činnosti, např. na zpracovávání dřeva.
Převratnou změnou ve vývoji města bylo zavedení železnice roce 1893, které umožnilo rozvoj průmyslu a modernizaci města, stavbu škol, nemocnic a dalších objektů nezbytných pro moderní sídlo.
Po Mnichovské dohodě v roce 1938 byly Prachatice přičleněny k nacistickému Německu, ačkoliv Češi tvořili téměř polovinu obyvatelstva a v obecních volbách v roce 1935 získali spolu s komunisty poprvé v místním zastupitelstvu většinu. Hranice s Protektorátem Čechy a Morava probíhala těsně za městem u Starých Prachatic. Po skončení druhé světové války byla drtivá většina německého obyvatelstva nuceně vysídlena a město se rozšířilo o nová panelová sídliště.

## Přírodní poměry
Prachatice se nacházejí v Šumavském podhůří, na jižním úpatí hory Libín v nadmořské výšce 561 m. Mají chráněnou polohu v kotlině protékané Živným potokem a uzavřené ze západu hřebenem Libínské hornatiny, z východu hřebenem Žernovické vrchoviny a ze západu Dubovým vrchem.

### Podnebí
Prachatice náleží do mírně teplého klimatického okrsku. Masív Libínu je charakteristický občasným fénovým prouděním a okolí města je ve srovnání s hlavním hřebenem Šumavy více ve srážkovém stínu.

### Chráněné části přírody
- Přírodní rezervace Libín
- Přírodní památka Irů dvůr
- Přírodní památka Upolíny
- Přírodní památka Žižkova skalka

#### Památné stromy
- Prachatický břečťan
- Prachatický liliovník
- Prachatický jilm

## Obyvatelstvo
V Prachaticích žilo v roce 2018 10 917 obyvatel a jsou tak sedmým největším městem Jihočeského kraje. V 70. letech 20. století nastal největší nárůst počtu obyvatel, když v souvislosti s otevřením závodu ZVVZ (v roce 1968) došlo k výstavbě nových sídlišť v tzv. IV. a V. bytovém okrsku (od roku 1972). Dne 3. listopadu 1978 dosáhl počet obyvatel Prachatic (včetně vesnických místních částí) 10 000. Historické maximum 11 859 obyvatel bylo v Prachaticích zjištěno k 1. lednu 2002. Od té doby se počet obyvatel pozvolna snižuje.

Věková struktura obyvatel (2011)
Rodinný stav obyvatel (2011)
Vzdělání obyvatel (2011)

## Obecní správa a politika

### Místní části
Město Prachatice se dělí na následující městské části:
- Kahov
- Libínské Sedlo
- Městská Lhotka
- Oseky
- Ostrov
- Perlovice
- Podolí
- Prachatice I
- Prachatice II
- Stádla
- Staré Prachatice
- Volovice

### Zastupitelstvo a starosta
Starostou Prachatic byl mezi lety 1998–2010 Jan Bauer, člen ODS. Po roce 2010 se stal starostou města Martin Malý, tehdy člen ODS. Malý později založil „SNK Nezávislí“ a obhájil post starosty města, a to v koalici s ČSSD a ANO 2011. Martin Malý obhájil svojí pozici starosty i v komunálních volbách v letech 2014 a 2018. V roce 2018 situace skončila velmi těsně, sdružení Živé Prachatice, Pro Prachatice, KDU - ČSL, ODS dohromady získalo 10 mandátů stejně jako KSČM, Nezávislí a ČSSD. Situaci musel rozhodnout až mandát hnutí ANO 2011, který získal Miroslav Lorenc. Po koaličních jednání se přiklonil k Martinu Malému a tím Martin Malý zůstal starostou. Druhá potenciální koalice navrhovala, aby se starostou stal bývalý starosta města Prachatice a současný poslanec Jan Bauer.
Po volbách v roce 2022 tvoří koalici Sdružení ODS + TOP09 + NK (5), Živé Prachatice (3), Prachatice společně (2), KDU-ČSL (1) s podporou PRO Prachatice (1). Nezávislí (7) a ANO 2011 (2) jsou v opozici. KSČM a ČSSD nemají žádný mandát. Současným starostou se opět stal Jan Bauer, místostarosty Jakub Nepustil a Jan Kotrba.
Zastupitelstvo města má 21 členů. Rada města má 7 členů, včetně starosty a dvou místostarostů.

## Společnost

### Školství
- Mateřské školy

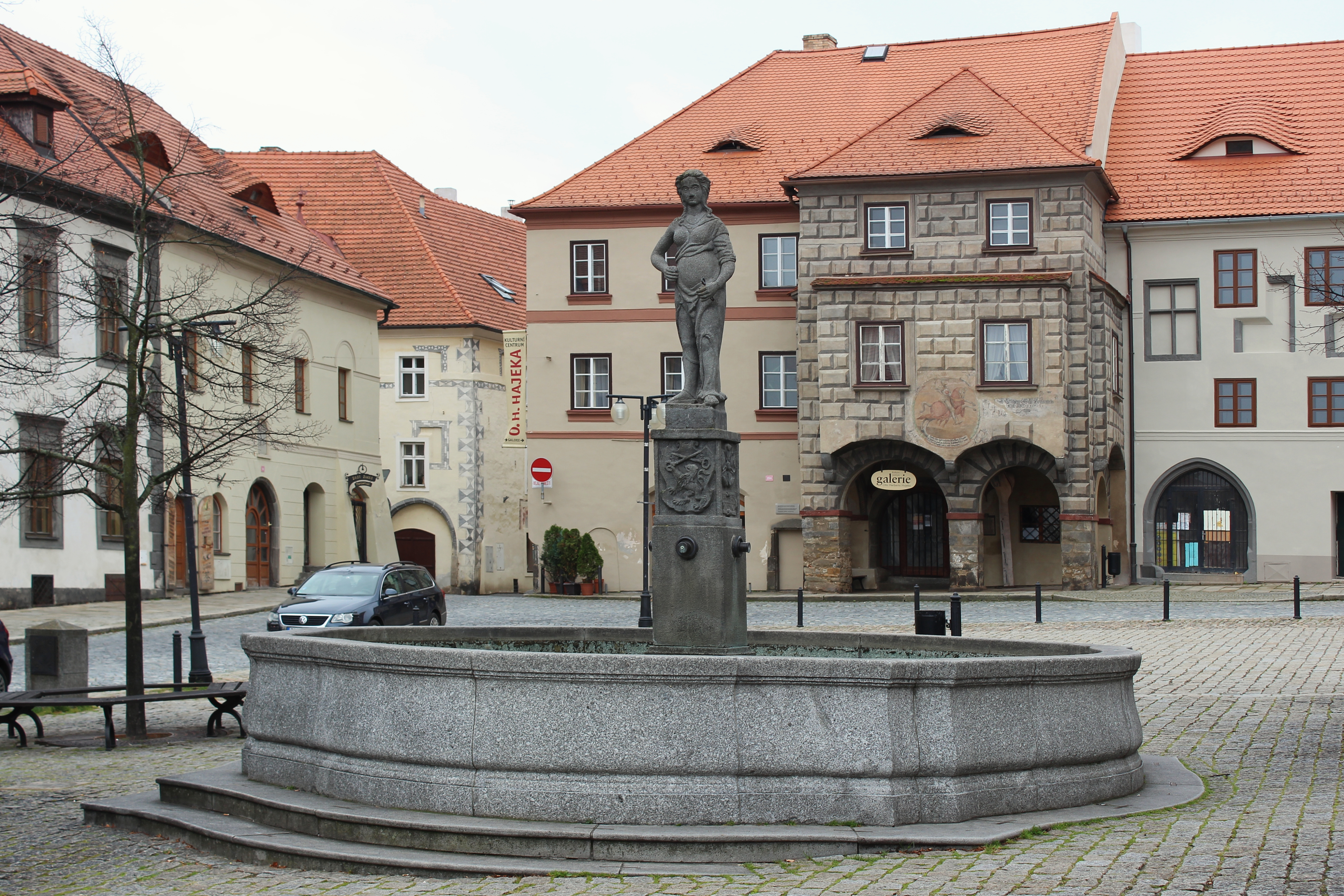
Kašna na Velkém náměstí

- Základní školy (Základní škola, Zlatá stezka 240, Základní škola, Národní 1018)
- Základní umělecká škola
- Soukromé střední odborné školy a Střední odborné učiliště
- Gymnázium
- Vyšší odborná škola sociální a střední pedagogická škola

### Kultura
- Městské divadlo
- Společenský sál Národního domu
- Kino Národka
- Letní kino Prachatice (bývalé)
- Galerie umění
- Státní okresní archiv Prachatice
- Městská knihovna Prachatice

#### Muzea
- Prachatické muzeum
- Muzeum české loutky a cirkusu

- Muzeum krajky

#### Festivaly
- Slavnosti solné Zlaté stezky

### Sport

#### Sportoviště
Prachatice mají k dispozici dvě fotbalová hřiště, atletický stadion, plavecký bazén, víceúčelovou sportovní halu (sálová kopaná, volejbal, basketbal, horolezecká stěna), tělocvičnu pro judo, halu pro stolní tenis, skateboardový park, inline dráhu, tenisové kurty, volejbalové kurty apod. Sídlí zde také:
- Taneční studio Crabdance
- Střelnice
- Trasy pro běžecké lyžování
- Sjezdovka na Libínském Sedle
- Dům dětí a mládeže Prachatice

#### Sportovní oddíly
- Atletika Prachatice - sportovní klub
- FK Tatran Prachatice (fotbal) - účastník Krajského přeboru Jihočeského kraje
- Taneční studio Crabdance - mistři Evropy
- TJ Tatran Prachatice (stolní tenis) - účastník 1. ligy stolního tenisu v České republice
- Tatran Prachatice – oddíl judo - účastník I. ligy
- Tsunami Prachatice – oddíl karate[10]
- HBC (Highlanders) Prachatice (1995) – hokejbalový klub - účastník OL-jih[11]

## Hospodářství
Průmysl se rozvíjel v Prachaticích již od závěru 19. století. V roce 1883 se zde uváděla továrna na prýmkařské výrobky. Hlavním zaměstnavatelem byla továrna dřevěných výrobků, později provoz státního podniku Jitona, který vyráběl nábytek. Mezi další větší společnosti, které sídlí v Prachaticích nebo mají v Prachaticích výrobní závod, patří např.:
- Vishay Electronic s.r.o. (elektrotechnický průmysl)
- Klima a.s. (strojírenství)
- Strabag a.s. (stavebnictví)
- M-technika s.r.o. (výroba automobilových podvozků)
- Inticom (automobilový průmysl)
- Prima Agri PT a.s. (zemědělská prvovýroba)
- GRW - montážní závod REINFURT-ČR, Prachatice (přesná kuličková ložiska)

## Doprava
Prachatice leží na železniční trati Číčenice – Nové Údolí. Ve městě jsou na ní stanice Prachatice a zastávka Prachatice lázně.
Městem procházejí silnice II/141 (Týn nad Vltavou – Vodňany – Bavorov – Strunkovice nad Blanicí – Prachatice – Blažejovice – Volary) a II/143 (Prachatice – Smědeč – Brloh – Křemže – České Budějovice). Silnice využívají přirozené směry, kudy je možné snadněji vést silniční komunikaci (údolí Živného a Fefrovského potoka). Je zde autobusové nádraží.

## Zdravotnictví
Prachatice mají vlastní nemocnici.

## Pamětihodnosti
- Kostel svatého Jakuba
- Kostel svatého Petra a Pavla
- Městské opevnění
- Dolní brána
- Křížová cesta (Prachatice)
- Stará radnice
- Nová radnice
- Rumpálův dům
- Literátská škola
- Bozkovského dům
- Sitrův dům
- Heydlův dům
- Husův dům
- Knížecí dům
- Národní dům
- Děkanství
- Dům U sv. Kryštofa
- Kostelní náměstí čp. 28
- Děkanská čp. 32 a 33
- Dlouhá 95
- Lindnerův dům
- Neumannova čp. 148
- Věžní čp. 61

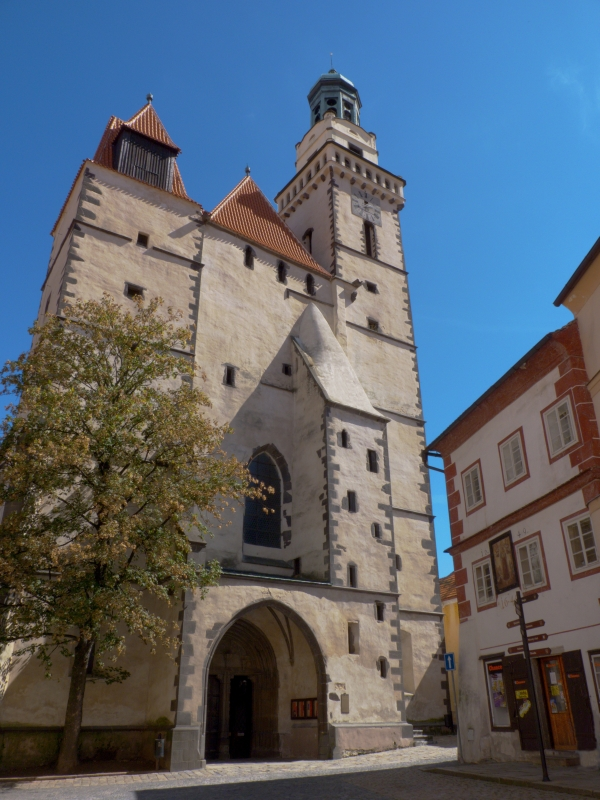
Kostel svatého Jakuba

- Městská kašna se sochou Spravedlnosti
- Kralova vila
- Malé náměstí
- Sluneční hodiny Zdeňka Šimka
- Štěpánčin park
- Velké náměstí
- Velké náměstí čp. 37
- Velké náměstí čp. 38
- Velké náměstí čp. 39
- Velké náměstí čp. 42
- Velké náměstí čp. 43
- Poštovní čp. 119
- Horní čp. 134
- Horní čp. 135
- Horní čp. 136
- Horní čp. 137

## Osobnosti

### Rodáci
- Karel Beneš (biolog) (1932–2006)
- Jana Bezpalcová (* 1979), akordeonistka
- Františka Blažková (* 1990), překladatelka
- Bohumír Bylanský (1724–1788), poslední opat zlatokorunského kláštera
- Wenzel Faber (1850–1928), fotograf
- Johann Felber (1747–1813), starosta města
- Jiří Fried (1923–1999), spisovatel a scenárista
- Eustach Fuchs (1864–1946), starosta města
- Oskar Günther (1894–1931), spisovatel
- Antonín Hron (1891–1945), plukovník generálního štábu, brigádní generál in memoriam, odbojář, účastník pochodu smrti
- Franz Kerschbaum (1817–1889), majitel Lázní svaté Markéty
- Křišťan z Prachatic (1366–1439), učenec, univerzitní učitel, kazatel a stoupenec Jana Husa
- Ernst Mayer (1815–1891), lékař a politik, starosta města
- Josef Messner (1822–1862), spisovatel
- Kateřina Nash (* 1977), sportovkyně
- Jan Nepomuk Neumann (1811–1860), 4. biskup filadelfský (v USA)
- Johana Neumannová (1813–1887) – sestra Jana Nepomuka Neumanna, zakladatelka Neumannia
- Maximilián Rumpál (1581–1620), měšťan
- Felix Spinka (1795–1862), starosta města
- David Svoboda (* 1975), sochař
- Dalibor Tureček (* 1957), český literární historik a folklorista

### Další osobnosti

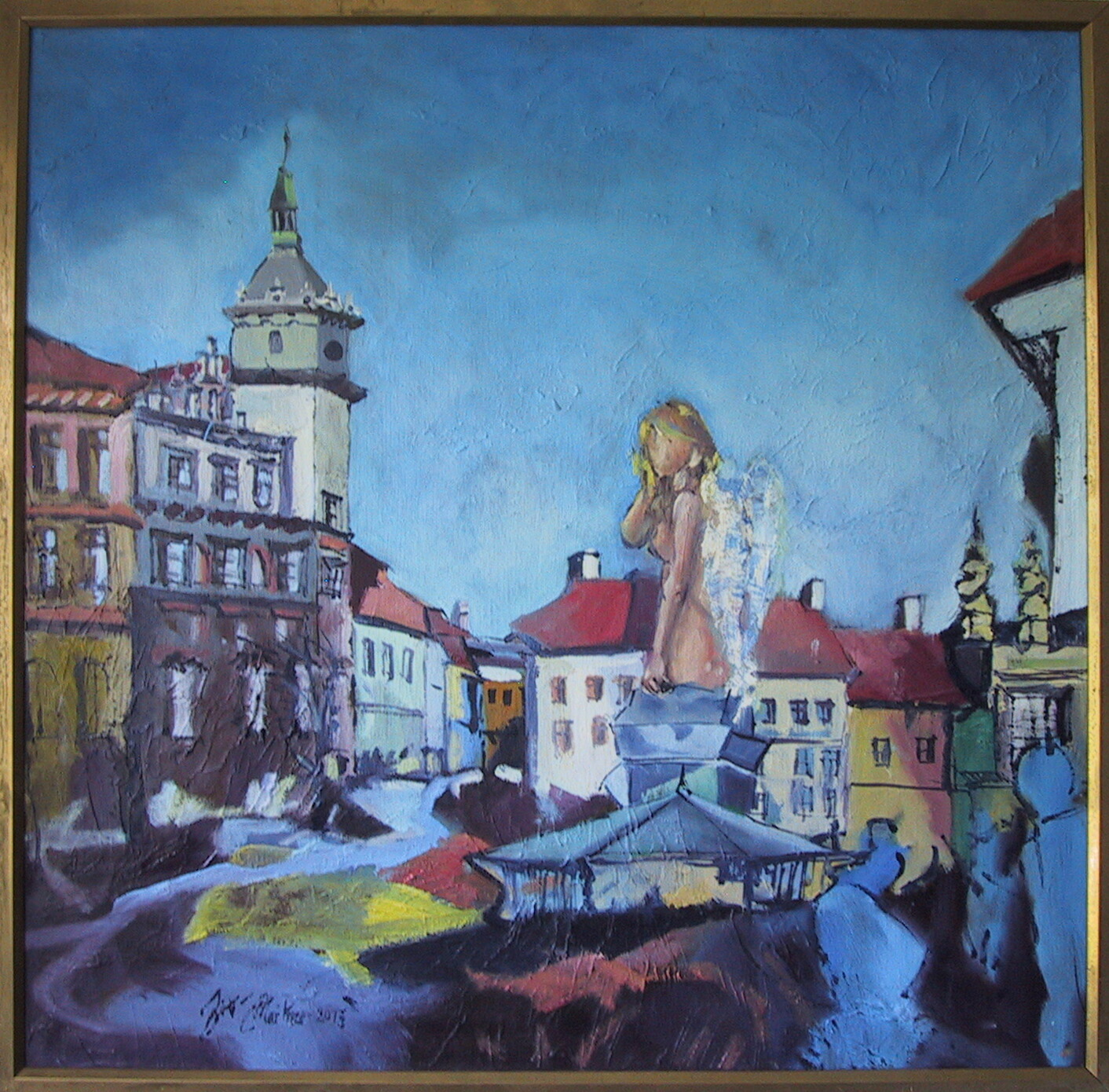
Jiří Meitner: Prachatice lehce andělské I (2013)

- Otto Chadraba (1893–1952), první český starosta města v letech 1935–1938
- Josef Jakší (1874–1908), malíř
- Rudolf Kubitschek (1895–1945) folklorista, spisovatel a znalec Šumavy, v Prachaticích zemřel
- Alois Laub (1896–1945), ruský legionář, důstojník Československé armády a odbojář, v Prachaticích sloužil v letech 1922–1928
- Jiří Meitner (* 1958), malíř a grafik
- Petr Novotný, (*1945), restaurátor
- Jiří Paroubek (* 1952), politik, působil v Prachaticích u 62. motostřeleckého pluku v nových kasárnách (budova Vishay Electronics) v letech 1977–1978
- Josef Sahula, (1918–2006), akademický malíř a grafik, čestný občan města
- Otakar Ševčík (1852–1934), houslista a houslový pedagog, v Prachaticích působil v letech 1903 až 1906
- Helena Vanišová (* 1951), výtvarná umělkyně, díla ve sbírkách Muzea Prachatice[13]
- Theodor Pártl (1933–2020), zakladatel a sbormistr Sboru jihočeských učitelek (1963–2020), středoškolský profesor na Pedagogické škole v Prachaticích a Biskupském gymnáziu v Českých Budějovicích

## Partnerská města
- Impruneta, Itálie, od roku 1988
- Ignalina, Litva, od roku 1988
- Mauthausen, Rakousko, od roku 1991
- Zvolen, Slovensko, od roku 1991
- Grainet, Německo, od roku 1996
- Waldkirchen, Německo, od roku 1996
- Rogačevo, Bělorusko, od roku 1999 – partnerství bylo pozastaveno[14]
- Castrocaro Terme a Terra del Sole, Itálie, od roku 2004
- Pont-du-Château, Francie, od roku 2022 [15]